# Erika Géczi

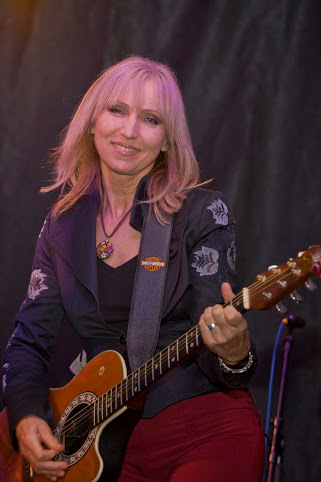

Erika Géczi (Budapeste, 10 de março de 1959) é uma ex-canoísta de velocidade húngara na modalidade de canoagem.

## Carreira
Foi vencedora da medalha de Prata em K-4 500 m em Seul 1988 junto com as suas colegas de equipa Erika Mészáros, Éva Rakusz e Rita Kőbán.